# Heinrich II. von Moers
Heinrich II. von Moers (* vermutlich 1391; † 2. Juni 1450 in Ahaus) war Bischof von Münster und Administrator des Bistums Osnabrück.

## Familie
Er war Sohn von Graf Friedrich III. von Moers und Walburga von Saarwerden. Brüder waren Graf Friedrich IV. von Moers und Saarwerden und Johann I., der 1417 die Grafschaft Saarwerden übernahm. Dietrich von Moers war Erzbischof von Köln und Administrator von Paderborn. Walram von Moers war erwählter Bischof von Utrecht und später Nachfolger Heinrichs als Bischof in Münster. Die Schwester Klara war Äbtissin von St. Quirin in Neuss.

## Herrschaftsbeginn
Heinrich von Moers war 1410 Propst zu Xanten und ab 1413 von Utrecht. Im Machtkampf um den politischen Einfluss in Westfalen setzte Erzbischof Dietrich von Moers alles daran, seinem Bruder Heinrich nach dem Tod von Otto IV. von Hoya das Bischofsamt in Münster zu verschaffen. Dies war insofern ungewöhnlich, weil Heinrich in Münster keine Domherrenstelle oder sonstige Präbende besaß. Auch galt er als wenig begabt. Die Stadt Münster lehnte den Kandidaten des Erzbischofs daher auch ab und versuchte vergeblich, den Dompropst Heinrich von Nassau-Beilstein durchzusetzen. Unmittelbar nach der erfolgreichen Wahl beschwor Heinrich von Moers das Landesprivileg des Hochstifts Münster. Nachdem der Papst die Wahl bestätigt hatte, wurde er von Dietrich von Moers am 14. März 1425 zum Bischof geweiht. Aber erst ein Jahr später konnte der neue Landesherr in Begleitung seines Bruders Dietrich und weiterer Bischöfe und hoher Adeliger in die Stadt Münster einziehen. Vorausgegangen war ein entsprechender Vertrag mit der Bürgerschaft. Vor seiner Inthronisation beschwor er noch einmal das Landesprivileg. Als Willkommschatzung wurde ihm für zwölf Jahre eine Abgabe aller Bewohner der Diözese von zwölf Pfennigen gewährt.

## Friesenkrieg und Konflikt mit Kleve
Am Friesenkrieg von 1426 beteiligte sich Heinrich von Moers nicht persönlich aber möglicherweise stellte er Truppen. Der Kampf norddeutscher Herzöge und Bischöfe gegen die Friesen endete in einer Katastrophe, als die Friesen die Deiche zerstörten und das feindliche Herr zu einem Großteil ertrank.
Heinrich von Moers selbst war in dieser Zeit mit Kämpfen an der Grenze zum Herzogtum Kleve beschäftigt. Der Konflikt stammte schon aus der Zeit seiner Vorgänger und war Teil der Auseinandersetzung zwischen dem Erzstift Köln sowie deren Anhängern und dem Haus Kleve. Während Heinrich Dinslaken verheerte, zerstörten die Gegner Werne. Durch Vermittlung von Herzog Philipp von Burgund konnte der Konflikt 1437 zumindest äußerlich beendet werden. Tatsächlich ging die Konfrontation aber weiter. So baute der Bischof gegen Kleve die Burg Ramsdorf.
In Utrecht war Heinrich an den Auseinandersetzungen über die Besetzung des Bischofsamtes beteiligt. Ihm und seinem Bruder Dietrich gelang es auf Dauer nicht, ihren Bruder Walram gegen Rudolf von Diepholz durchzusetzen.

## Administrator von Osnabrück
Nach Gewalttaten im Dom zu Osnabrück kam es im dortigen Domkapitel 1441 zu Konflikten. Dietrich von Moers belegte den Dom mit einem Interdikt. Nachdem sich auch der bisherige Administrator Erich von Hoya mit der Kommune Osnabrück und dem Domkapitel überworfen hatte, gelang es Dietrich vom Konzil in Basel den Beschluss herbeizuführen, dass die Verwaltung des Bistums Osnabrück auf Heinrich von Moers überging. Damit war das Haus Moers gegenüber dem Konkurrenten Haus Kleve deutlich gestärkt worden.

## Soester Fehde
Zum zentralen Konfliktpunkt in Nordwestdeutschland wurde die Soester Fehde. Nachdem Erzbischof Dietrich versucht hatte, die alten Rechte von Soest, damals die wichtigste Stadt im kölnischen Herzogtum Westfalen zu beschneiden, gelang es der Stadt sich mit Münster, Osnabrück, Dortmund und Lippstadt zu verbinden. Damit war auch Heinrich in den Konflikt involviert. Heinrich hat unmittelbar nach Beginn des Konflikts sein Bündnis mit dem Erzbistum Köln erneuert und schickte Soest einen Fehdebrief. Daraufhin bewaffneten sich in Münster die Bürger und unterstützten mit den anderen Städten des Stifts Soest. Heinrich stieß auch bei Domkapitel und Ritterschaft auf Widerstand, weil er eigenmächtig Fehden begann und Bündnisse schloss. Soest erhielt unter anderem die Unterstützung von Papst Eugen IV. Dieser nannte Heinrich einen Sohn der Ungerechtigkeit und entzog den Bistümern Köln und Münster die Jurisdiktion über das Herzogtum Kleve. Im Inneren gelang es Heinrich 1446 nicht die Landstände von seiner Position zu überzeugen. Er wurde gezwungen sich aus dem Konflikt zurückzuziehen. Um seinen Bruder weiterhin im kölnischen Lager zu halten, wurde Heinrich von Dietrich zum Marschall von Westfalen und damit zum Stellvertreter Dietrichs in Westfalen ernannt. Im Jahr 1447 erneuerten die Stände im Stift ihr Bündnis gegen Heinrich. Sie zwangen ihn zu einem Vergleich mit Domkapitel, Ritterschaft und Städten vom 13. Dezember 1447. Gleichwohl ging die Soester Fehde unter direkter Beteiligung des Bischofs auch weiter. Teile der münsterschen Ritterschaft unterstützten ihn nun. Bei der misslungenen Erstürmung Soests durch ein Söldnerheer auf Seiten der beiden bischöflichen Brüder wurde Heinrich von Moers durch mehrere Pfeile getroffen, überlebte aber. Aber die Erschöpfung der Kriegsparteien führte am 27. April 1449 mit dem Masstricher Schiedsspruch zum Ende der Fehde.

## Weiteres Leben und Tod
In der Zeit Heinrichs fiel die ehemalige Grafschaft Lüdinghausen an das Stift Münster.
Nach einem Sturz mit seinem Pferd starb Heinrich von Moers am 2. Juni 1450 in Ahaus an den Folgen. Nach seinem Tod entbrannte die Münsterische Stiftsfehde um die Nachfolge. Davon betroffen war der gesamte Raum in Nordwestfalen. Neben Walram von Moers beanspruchte auch Erich von Hoya das Bischofsamt.